# Грабов (Репкинский район)
Гра́бов (укр. Грабів) — село в Репкинском районе Черниговской области Украины. Население 320 человек. Занимает площадь 2,3 км².
Код КОАТУУ: 7424482401. Почтовый индекс: 15023. Телефонный код: +380 4641.

## Власть
Орган местного самоуправления — Грабовский сельский совет. Почтовый адрес: 15023, Черниговская обл., Репкинский р-н, с. Грабов, ул. Шевченко, 12.